# ГЕС-ГАЕС Hiwassee
ГЕС-ГАЕС Hiwassee – гідроелектростанція у штаті Північна Кароліна (Сполучені Штати Америки). Знаходячись між ГЕС Nottely (16 МВт, вище по течії) та ГЕС Apalachia, входить до складу каскаду на річці Hiwassee, лівій притоці Теннессі (дренує Велику долину у Південних Аппалачах та впадає ліворуч до Огайо, котра в свою чергу є лівою притокою Міссісіпі). 
В межах проекту річку перекрили бетонною гравітаційною греблею висотою 94 метри (від підошви фундаменту, висота від тальвегу – 77 метрів) та довжиною 419 метрів, яка потребувала 612 тис м3 матеріалу. Вона утримує витягнуте по долині річки на 35 км водосховище з площею поверхні 25,2 км2 та об’ємом 535 млн м3 (корисний об’єм 377 млн м3), в якому відбувається коливання рівня між позначками 442 та 465 метрів НРМ. Із загального об’єму 333 млн м3 можуть використовуватись для протиповеневих заходів. 
Пригреблевий машинний зал у 1940 році обладнали однією турбіною типу Френсіс потужністю 57,6 МВт, котра використовувала номінальний напір у 58 метрів (під час роботи напір може змінюватись від 42 до 77 метрів). В 1956-му її доповнили оборотною турбіною потужністю 59,5 МВт у генераторному та 76 МВт у насосному режимах, котра має номінальні напір та підйом 58 і 62 метри відповідно. Використовуючи водосховище ГЕС Apalachia як нижній резервуар, цей гідроагрегат дозволяє станції виконувати функцію гідроакумуляції. Наразі загальна номінальна потужність ГЕС Hiwassee на сайті її власника – Tennessee Valley Authority – зазначається на рівні 124 МВт.
Зв’язок з енергосистемою відбувається по ЛЕП, розрахованій на роботу під напругою 161 кВ.